# Яковлев, Зиновий Григорьевич
Зино́вий Григо́рьевич Я́ковлев (ум. ок. 1645) — российский государственный деятель XVII века, московский дворянин (1624), воевода Перемышля и Козельска. Представитель дворянского рода Яковлевых — потомков Облагини. Сын Григория Клементьевича Яковлева.
Впервые упоминается в 1606 году, когда был вёрстан поместьем в 500 четей по Козельску. В жалованной грамоте польского короля Сигизмунда 1610 года по случаю избрания его сына Владислава наследником русского трона о нём говорится: «Зеновью Яковлеву на отчизны его, а в них: в Козельском уезде село Маренище, половина деревни Глупьевы, деревня Страдыничи, деревня Клинская, пустошь Борятинская и жеребей в деревне Шемятиной, и в Литвиновском стану половина села Княж-Михайловского с деревнями, в Коломенском уезде отчизная деревня Амиреева, да в Вышегородском уезде селцо Олешково, деревня Мелехова, деревня Кожухова».
В 1617—1619 воевода в Перемышле. Затем ему «ведено быти в Козельску» — обустраивать границу.
Осмотрев состояние крепостных укреплений, Зиновий Яковлев сразу же описал царю положение дел, попросив для начала на «осторожное дело триста рублёв», который, получив вскорости, раздал «наёмщикам в задаток… у от сажени на отделку по шестьдесят алтын». Денег, отпущенных царём на постройку крепости в Козельске, хватило лишь сделать «острожного дела наполовину». Другую же половину наёмщики обещали «зделать как достальные деньги отдадут».
Воевода 3. Г. Яковлев о сём описывает царю Михаилу Фёдоровичу, жалуясь на наёмщиков: «а без денег другой половины острогу (крепости) делать не хотят», прося государя «указ учинити», так как «по смете на острожное дело и на всякие острожные крепости надобно семьсот рублёв».
19 сентября 1619 года государь Михаил Фёдорович посылает грамоту в Козельск: «От царя и великого князя всея Руси в Козельске воеводе нашему Зиновию Григорьевичу Яковлеву . … Козельское острожное дело у тебя делаетца добре дорого; мочно Козельский острог зделати и в триста рублёв…»
Далее царь поучает воеводу, где и как можно сократить расходы, в то же время добавляет: … «и острожным бы еси делом промышлял бы с великим раденьем и поспешанием, чтоб тебе Козельский острог делати и всякими крепостьми укрепить, и тайники поделать, и колодези покопать ныне осенью до заморозов …» Завершает же царь послание своё сообщением: «ныне по нашему указу послано к тебе на острожное дело с Козлитином с Иваном Желябовским к прежнему в прибавку триста рублёв».
Воля царя Михаила Фёдоровича была выполнена: поздней осенью 1619 года в Козельске стояли свежесрубленные крепостные стены и сторожевые башни, две из которых — северная и южная — были проезжими. Возведены укрепления: земляные валы с восточной и западной стороны, прорыт тайный ход, начинавшийся в крепости и заканчивавшийся в стороне от города, на противоположном берегу Жиздры. Вырыты колодцы, дабы защитники в период осады не испытывали недостатка в воде. Выкопаны были и тайники для хранения «зелья» — пороха.
Зиновий Яковлев пробыл воеводой в Козельске до 30 мая 1622 года. Затем — на придворной службе (с 1624 — дворянин московский). В 1633—1635 снова воевода Козельска.
Земельные владения Зиновия Яковлева в 1632 году составляли: поместье — 429 четей — в Козельске, вотчины — в Коломне 64½ чети (купля), и в Верее 261 четь (купля) — пуста лет с 25 и лесом заросла.
Зиновий Григорьевич Яковлев умер не позднее 1645 года. Детей у него не было, и в 1645 году жалованную грамоту на его поместья получил родственник — Гаврила Денисович Яковлев.